# Monumentul Eroilor căzuți în Primul Război Mondial din Tunari
Monumentul Eroilor căzuți în Primul Război Mondial din Tunari este un monument istoric aflat pe teritoriul satului Tunari, comuna Tunari.